# TELON
TELON, später CA-Telon genannt, ist der erste kommerzielle Programmgenerator für kaufmännische Anwendungen. Die Programme werden mit TELON entworfen und TELON erzeugt aus dem Entwurf jeweils einen Quelltext in einer herkömmlichen Großrechnerprogrammiersprache.
TELON wird von der Firma CA Technologies verkauft und gepflegt. Als es 1981 (damals von der Firma Pansophic) zuerst eingeführt wurde, war es das erste CASE-Tool auf dem Markt. 
Das Tool läuft meist auf IBM-Großrechnern unter dem Betriebssystem MVS bzw. z/OS und erzeugt in der Regel Cobol oder PL/I Sourcen. 